# Ансельм Кентерберійський
Святий Ансе́льм Кентербері́йський, Ансельм з Аости (лат. Anselmus Cantuariensis, італ. Anselmo d'Aosta, фр. Anselme d'Aoste, Anselme du Bec, Anselme de Cantorbéry; 1033–1109) — теолог і філософ італійського походження, бенедиктинець, архієпископ Кентерберійський з 1093 до 1109 року. Представник ранньої схоластики августинівського напрямку (вважається засновником схоластики), прихильник крайнього реалізму. Один з Вчителів Церкви.

## Життєпис
Народився в місті Аоста, викладав у школах Нормандії, більшу частину життя провів у Англії.
Бачив у вірі передумову раціонального знання: «вірую, щоб розуміти», був противником номіналізму. Розвинув онтологічне доведення буття Бога із самого поняття Бога. У боротьбі між світською владою і папством за інвеституру захищав ідеї Григорія VII про верховенство пап над світськими державцями, за що його двічі виганяли з Англії у 1087—1100 та 1103—1106 роках.
Помер у м. Кентербері і похований у Кентерберійському соборі.

## Вшанування
- У 1494 р. канонізований Папою Римським Олександром VI.
- Згадується в церковному календарі 21 квітня.
- У 1720 році визнаний Учителем Церкви.[5]

## Твори
- Monologion (1076)
- Proslogion (1077—1078)
- De grammatico (1080—1085)
- De veritate (1080—1085)
- De libertate arbitrii (1080—1085)
- De casu diaboli (1085—1090)
- Cur Deus Homo (1094—1098)
- Epistola de incarnatione Verbi
- De processione Spiritus Sancti (1101)
- De conceptu virginali et originali peccato
- De concordia praescientiae, et praedestinationis, et gratiae Dei cum libero arbitrio